# Gilles de Souvré (Marschall)

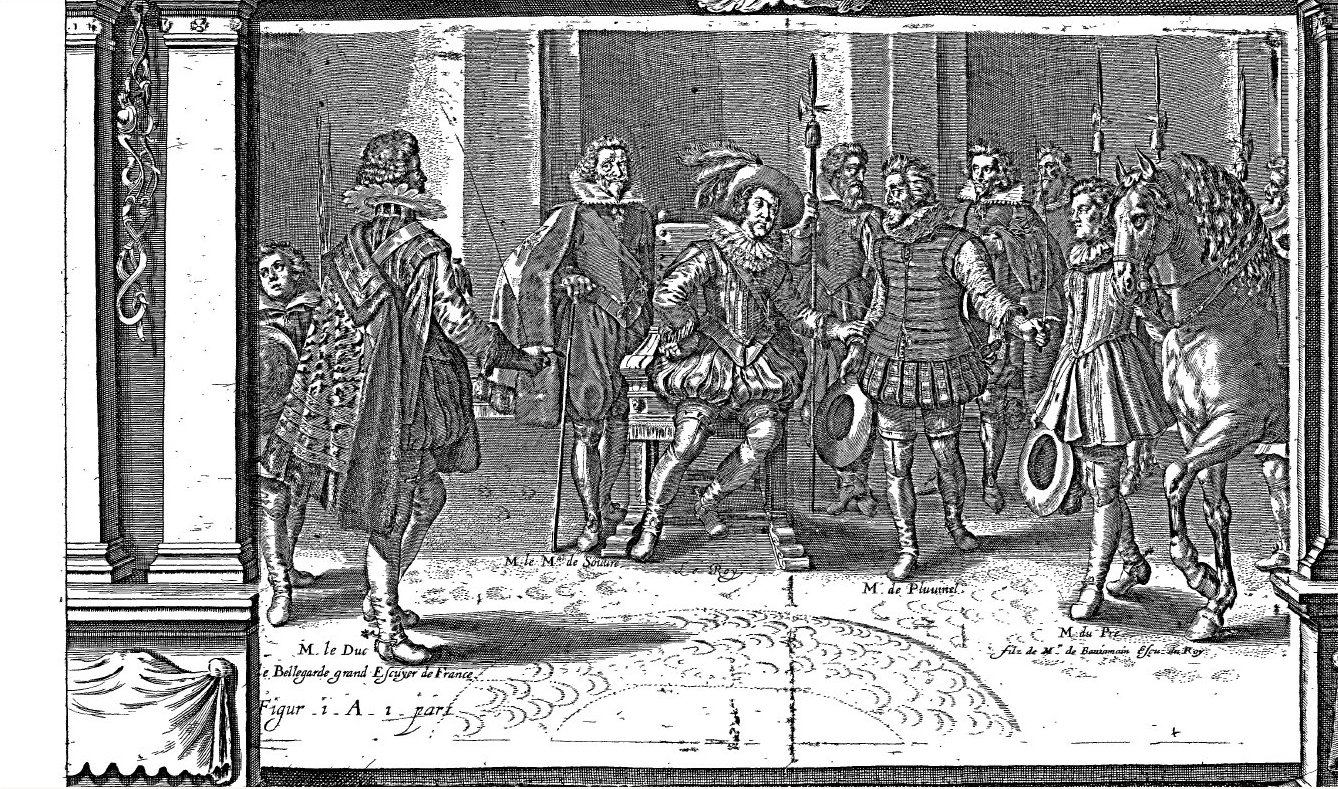
Le Manège Royal (1623) oder L'Instruction du Roy, en L'Exercice de Monter a Cheval (um 1625), von oder nach Crispin de Passe der Jüngere,im Vordergrund: der Duc de Bellegarde (Großstallmeister von Frankreich), Marschall Gilles de Souvré, Ludwig XIII., der Reitlehrer Antoine de Pluvinel, M. du Pré (v. l. n. r.)

Gilles de Souvré (* wohl 1540; † 1624, 84 Jahre alt) Seigneur de Souvré, Marquis de Courtanvaux etc., war einer der Mignons des Königs Heinrich III., loyal gegenüber Heinrich IV., Gouverneur des Dauphin und späteren Königs Ludwig XIII., der ihn zum Marschall von Frankreich ernannte.

## Leben
Gilles de Souvré war der Sohn von Jean I. de Souvré, Seigneur de Courtanvaux, und Françoise Martel, Dame de La Roche.
Er trat in den Dienst von Henri de Valois, Duc d’Anjou, den er 1573 begleitete, als dieser zum König von Polen gewählt worden war, und kehrte mit ihm im Jahr darauf zurück, als er (als Heinrich III.) König von Frankreich geworden war. Heinrich III. ernannte ihn zum Grand-Maître de sa garde-robe und zum Kapitän von Schloss Vincennes, wo kurz darauf François de Montmorency inhaftiert wurde. Die Königinmutter Caterina de’ Medici fasste den Plan, den Gefangenen zu vernichten, traf bei Souvré aber auf Widerstand, so dass sie ihr Vorhaben aufgab.
Am 31. Dezember 1585 wurde Gilles de Souvré in den Orden vom Heiligen Geist aufgenommen. Am 29. Oktober 1587 kämpfte er im Rahmen des Achten Hugenottenkriegs in der Schlacht von Coutras gegen die Hugenotten unter Heinrich von Navarra. Es gelang ihm, in der Auseinandersetzung mit der Katholischen Liga die Stadt Tours loyal zum König zu halten. Im Jahr darauf, 1588, wurde er zum Gouverneur und Lieutenant-géneral der Touraine ernannt.
Er war einer der ersten, die Heinrich IV. als neuen König anerkannten (1589) und lehnte auch den Bestechungsversuch des Herzogs von Mayenne, der ihn gegen 100.000 Écu d’Or für die Katholische Liga anwerben wollte.
1609 erhielt Gilles de Souvré von Heinrich IV. die von François II. d’Aubusson, Seigneur de Beauregard, wegen des Mordes (1605) an seiner Ehefrau Marguerite de Calvimont konfiszierten Güter.
Heinrich IV. ernannte ihn zum Gouverneur des 1601 geborenen Dauphin (Ludwig XIII.), dessen Premier Gentilhomme de la Chambre du Roi er 1610 wurde, und der ihn 1614 zum Marschall von Frankreich ernannte – wohl ehrenhalber, da seine militärischen Erfahrungen und Verdienste der Beförderung kaum entsprachen.
Im Jahr 1610 trat er als Gouverneur von Touraine zugunsten seines Sohnes Jean zurück, der im Mai 1610 (dem Monat, in dem Heinrich IV. ermordet wurde) ernannt wurde. Gilles de Souvré starb 1624 im Alter von 84 Jahren.

## Ehe und Nachkommen
Gilles de Souvré heiratete im Mai 1582 Françoise de Bailleul, Dame du Renouard, Tochter von Jean de Bailleul, Sieur du Renouard, und Jeanne d‘Aché. Ihre Kinder sind:
- Françoise (* wohl 1582; † 28. Juni 1657, 75 Jahre alt), 1638–1643 Gouvernante des enfants royauyx; ⚭ Artus de Saint-Gelais, Seigneur de Lansac
- Jean (II.) (* wohl 1585; † 9. November 1656, in seinem 72. Lebensjahr), Marquis de Courtanvaux, 1619 Ritter im Orden vom Heiligen Geist, Premier gentilhomme de Sa chambre, Gouverneur von Touraine; ⚭ 22. April 1620 Catherine de Neufville, Dame de Pacy, Tochter von Charles de Neufville, Marquis d'Alaincourt, 1597 Ritter im Orden vom Heiligen Geist, Gouverneur von Lyon, und Marguerite de Mandelot, Dame de Paci (Neufville de Villeroy)
- René († 1635), Seigneur du Renouard, Baron de Messei; ⚭ 27. September 1617 Marie Courtin, Tochter von François Courtin, Seigneur de Rosai, Maître des requêtes, und Jeanne Lescalopier
- Gilles (* März 1596; † 19. September 1631), 1617–1625 Bischof von Comminges, 1626–1631 Bischof von Auxerre, Schatzmeister der Sainte-Chapelle, Abt von Saint-Florent de Saumur
- Jacques (* wohl 1600; † 22. Mai 1670, 70 Jahre alt), Malteserordensritter, 1646 Lieutenant-général der Galeeren, 1667 Grand prieur de France des Johanniterordens
- Madeleine (* wohl 1599; † 19. Januar 1678, 79 Jahre alt); ⚭ Philippe Emmanuel de Laval († 4. Juni 1640), Marquis de Sablé, Seigneur de Bois-Dauphin[6], Sohn von Urbain de Laval, Marschall von Frankreich (Haus Montmorency)
- Anne († 14. März 1651), Äbtissin von Préaux, dann von Saint-Amand de Rouen